# Сауко Максим Вікторович
Максим Вікторович Сауко (англ. Max Sauco; нар. 23 січня 1969, Іркутськ) — російський фотохудожник, відомий завдяки своїм еротико-сюрреалістичним фотороботам. Засновник техніки фотоманіпуляції в Росії.

## Біографія
Народився у м. Іркутськ, після закінчення школи вступив до Іркутського училища мистецтв.
З 1987 по 1989 служив у Радянській Армії.
У 1992 році захистив диплом за фахом «художник-проектувальник» в Іркутському училищі мистецтв.
Займався живописом, скульптурою, фотографією.
У той же час вивчав пластичну анатомію, психологію, езотеричні науки, має диплом професійного астролога.
З 1990 року створює роботи у жанрі фотоманіпуляції.
У 1998 році був прийнятий до Спілки дизайнерів Росії.
У 2002 році став членом Спілки фотохудожників Росії.

## Нагороди
- 2000 — золота медаль і диплом I ступеня за фотографію «Табу» (Taboo) в категорії комп'ютерна фотографія на міжнародному фотосалоні «Сибір 2002» в м. Новосибірську.[1]
- 2002 — золота медаль і диплом I ступеня за серію фотографій «Наречена» у категорії комп'ютерна фотографія на міжнародному фотосалоні «Сибір 2002» в м. Новосибірську.[1]
- 2002 — золота медаль і диплом в номінації фото на п'ятій Всеросійської Виставці Дизайну в м. Іркутську.[1]
- 2003 — золота медаль і диплом I ступеня за цикл з трьох фоторобіт «Хлопчик Євграф», «Mamma», «Північний вітер» на другому Одеському міжнародному фотосалоні.[1]
- 2004 — диплом за серію фотографій «Пальці» в категорії комп'ютерна фотографія на міжнародному фотосалоні «Сибір 2004».[1]
- 2004 — нагорода від FIAP — MENTION D'HONNEUR за серію «Пальці» і «Mammself» на третьому Одеському міжнародному фотосалоні.[1]
- 2009 — Trierenberg Super Circuit, Gold Medal in a nomination «Nu» за роботу «Bogman».[2]
- 2009 — Trierenberg Super Circuit, Gold Medal of Excellence за роботу «Muladhara».[2]
- 2010 — Trierenberg Super Circuit, Gold Medal of Excellence за роботу «Vitruvian girl».[3]
- 2011 — Trierenberg Super Circuit, Gold Medal in a nomination «Unusual» за роботу «Radhe govinda».[4]
- 2011 — 5th Annual Photography Masters Cup — Nominee in Fine Art за роботи «Bogman», «Luboff and Doves» і «Suok».[5]

## Виноски
1. 1 2 3 4 5 6  Офіційний сайт. Архів оригіналу за 2 жовтня 2012. Процитовано 28 серпня 2012.
2. 1 2  Trierenberg Super Circuit. Головні нагороди 2009. Архів оригіналу за 2 жовтня 2012. Процитовано 28 серпня 2012.
3. ↑  Trierenberg Super Circuit. Головні нагороди 2010. Архів оригіналу за 2 жовтня 2012. Процитовано 28 серпня 2012.
4. ↑  Trierenberg Super Circuit. Головні нагороди 2011. Архів оригіналу за 2 жовтня 2012. Процитовано 28 серпня 2012.
5. ↑  5th Annual Photography Masters Cup. Fine Art nominee 2011. Архів оригіналу за 3 жовтня 2012. Процитовано 1 вересня 2012.